# Туракурганська ТЕС
Туракурганська ТЕС – теплова електростанція на сході Узбекистану.
В 2019 та 2020 роках на майданчику станції ввелив  дію два однотипні парогазові блоки потужністю по 450 МВт, у кожному з яких одна газова трубіна живить через котел-утилізатор одну парову турбіну.
Як паливо станція використовує природний газ, що надходить по трубопроводу Північний Сох – Наманган.
Водопостачання відбувається із Великого Наманганського каналу, який відходить від річки Нарин.
Видача продукції відбувається по ЛЕП, розрахованим на роботу під напругою 220 кВ.